# ريتشارد وايزمان
ريتشارد وايزمان (بالإنجليزية: Richard Wiseman)‏ هو أكاديمي وبروفيسور وعالم نفس بريطاني، ولد في 16 سبتمبر 1966 في لندن في المملكة المتحدة.

## وصلات خارجية
- الموقع الرسمي
- ريتشارد وايزمان على موقع IMDb (الإنجليزية)